# Castell d'Otzberg
El Castell d'Otzberg (alemany: Veste Otzberg ) a l'estat alemany de Hesse, és un castell medieval al cim de l' Otzberg al bosc d'Odenwald a una alçada de 367 m per sobre de NN. Als seus vessants nord hi ha el poble d'Hering, que va sorgir del barri inferior o assentament castellà. La història del castell i del poble està, doncs, estretament entrellaçada.

## Història

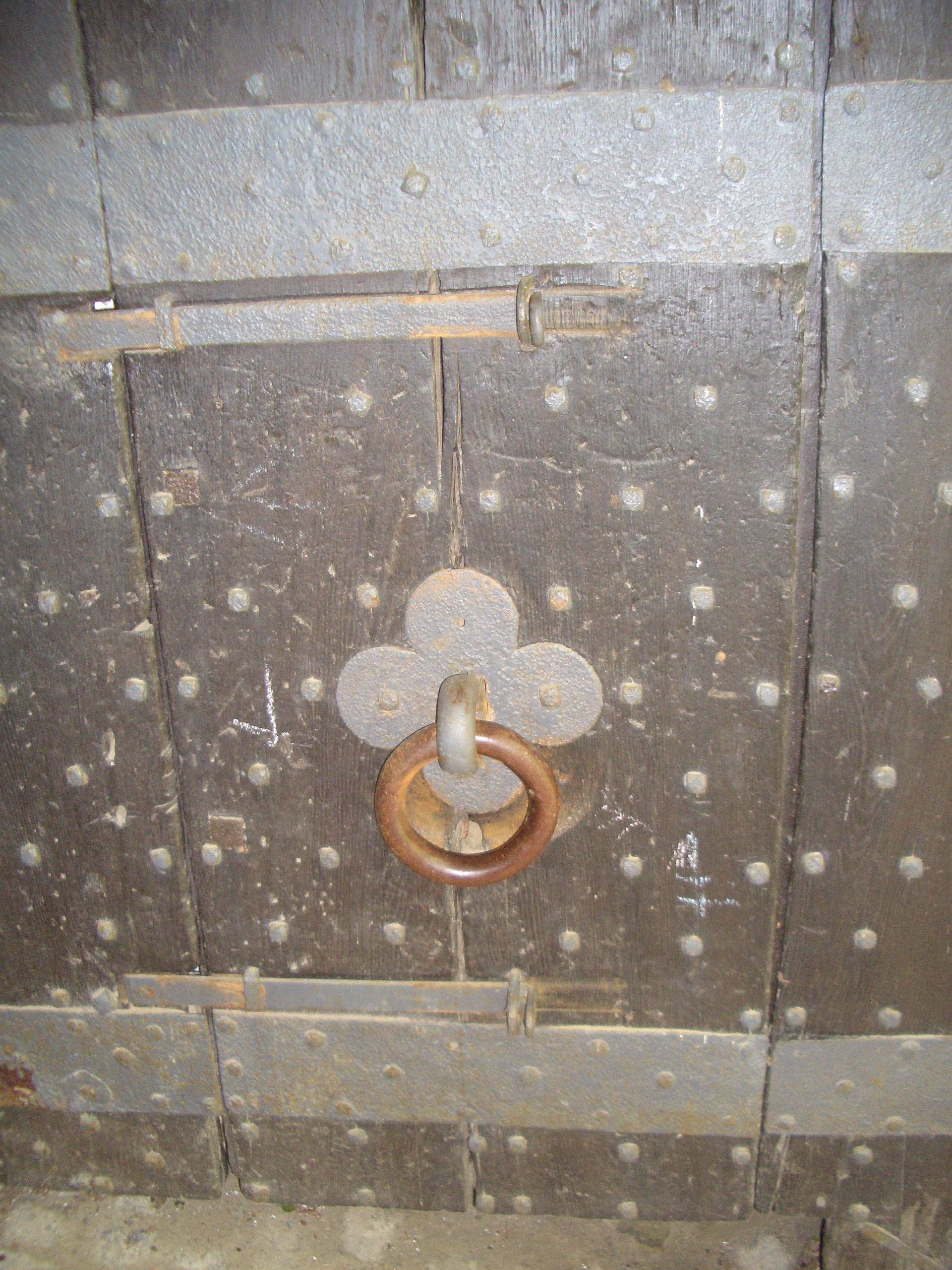
Segons la llegenda, qui mossega aquest anell és propietari del castell

La regió al voltant d'Otzberg probablement pertanyia al territori que el rei Pipí donà l'any 766 dC a l'abadia de Fulda, juntament amb Groß-Umstadt .
El castell d'Otzberg es va construir probablement a finals del segle XII/principis del XIII. En aquesta època, l'abat Marquard I de Fulda va assegurar les finques de l'abadia i va construir castells visibles des de lluny com a senyal de la seva influència.
. . . Aquí teniu un lloc per a un castell...
Va transferir el castell a Conrad de Hohenstaufen, germà de l'emperador Frederic Barbarroja, com "advocatus". Conrad era comte palatí del Rin.
El castrum Othesberg va ser esmentat per primera vegada als registres l'any 1231. En aquest document l'archevêque de Mayence, Siegfried<span typeof="mw:Entity" id="mwKA">&nbsp;</span>III, també supervisor de l'abadia de Fulda, garantit al comte palatin Otton II l'ordenació pactada l'any anterior, del qual es desconeixen els detalls.

L'any 1244 s'esmenten per primera vegada els castellans de odesbrech : els castellans o Burgmannen del castell d'Otzberg. Les fortificacions devien estar prou desenvolupades perquè cinc castellans i els seus servents poguessin ocupar-la. Els castellans van construir cases al poble d'Hering, les anomenades "cases castellanes" o Burgmannenhäuser. D'aquests només han sobreviscut parts de la casa propietat de Gans d'Otzberg.

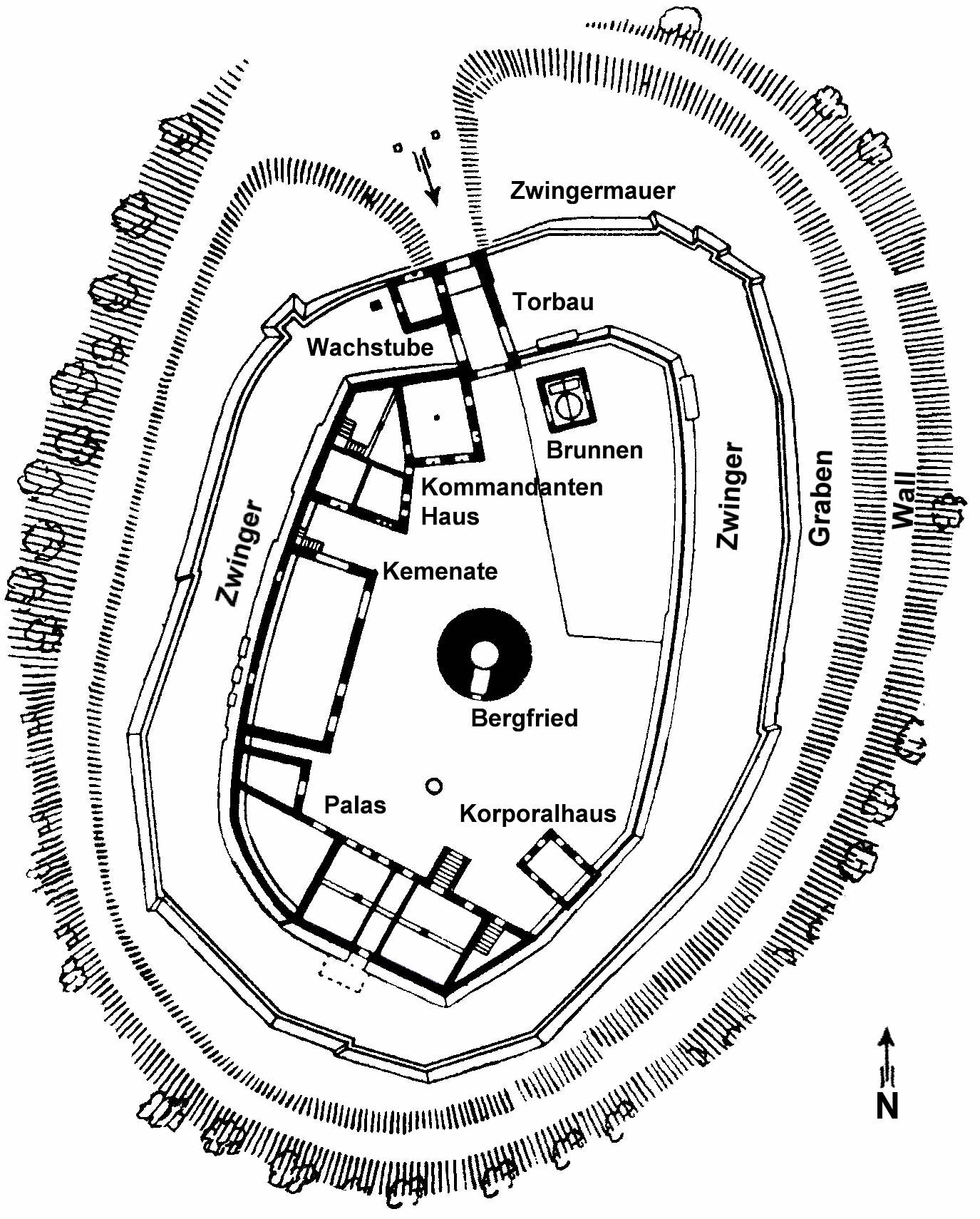
Plànol del castell d'Otzberg

A principis del segle XIV, els recursos de l'abadia de Fulda es van esgotar, així que, el 1332, el príncep-abat Enric VI de Hohenberg va infeudar el castell d'Otzberg i la part de Fulda d' Umstadt per 4.600 lliures de Heller a Werner d'Anevelt i Engelhard de Franckenstein, que va portar treballs de construcció a Otzberg per un import de 200 lliures.
El 1374 Fulda va redimir de nou la finca, però va infeudar el mateix any Otsperg die burg ("Otzberg el castell"), Heringes die stat darundir ("Hering la ciutat a sota") i la meitat d'Umstadt per 23.875 florins a Ulrich de Hanau, que també va fer obres al castell, per 400 florins. El 1390 l'abadia va vendre Otzberg i Hering i la meitat d'Umstadt amb el feu Hanau, que mentrestant havia augmentat de valor a 33.000 florins, al comte palatí Rupert II .
El 1504 el feu bavarès va implicar en part a Otzberg. En la disputa sobre la successió de Landshut, l'emperador Maximilià va imposar la prohibició imperial al comte Palatí Felip per una violació del Landfrieden. El landgrave Guillem II de Hesse es va apoderar d'Otzberg per la força. Després del Reichstag de Constança el 1507, el Palatinat Electoral va rebre de nou l' Amt d'Otzberg i no el va tornar a enfeudar. Però la tecnologia de les armes havia canviat, de manera que el castell ja no podia ser només de castellans. L'any 1511 es va construir un Zwinger, es va reforçar el mur interior i es va construir una nova caseta. A mitjans del segle XVI es va construir una muralla de pedra al voltant del barri inferior (ara anomenat Hering).
L'any 1621, durant la Guerra dels Trenta Anys, un cos de Baviera de 2.000 homes i tropes imperials i espanyoles va acampar a la zona d'Otzberg-Umstadt i va assetjar el castell d'Otzberg. Un any més tard, el 1622, la guarnició va rendir el castell. El castell i l'amt d'Otzberg, així com la meitat d'Umstadt, van tornar a Hesse el 1623 com a compensació pels danys de guerra patits.

El 1647 els francesos van prendre el castell. Es van establir al castell i s'ajudaven amb el menjar i les provisions. Com a resultat de la pau de Westfàlia el 1648, Otzberg va ser retornat al Palatinat. Encara que tot el Palatinat va estar en mans franceses durant les guerres napoleòniques, els dos Ämter d'Otzberg i Umstadt van romandre electoral Palatin. Aleshores, els Arxius Palatins estaven emmagatzemats al castell d'Otzberg, on es poden llegir les reclamacions de propietat per a una nova era. Amb l'estabilització de la situació política, el castell d'Otzberg va perdre la seva importància militar per al Palatinat. A partir del 1711 els soldats del servei actiu van ser substituïts progressivament per veterans discapacitats, de manera que a partir del 1720 el castell esdevingué purament una guarnició d'invàlids que custodiava els presoners allí empresonats.

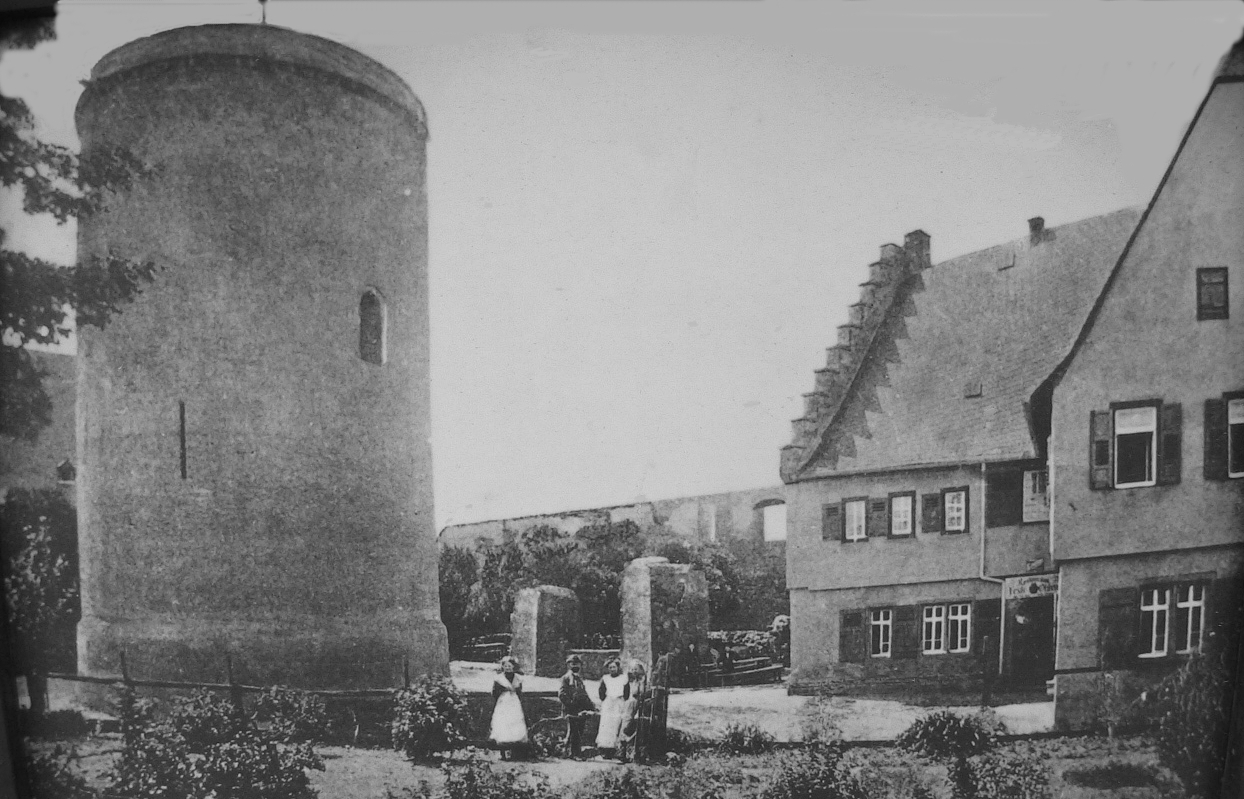
El pati interior l'any 1900

El 1802 l' Oberamt Palatin Electoral d'Otzberg va passar al Landgraviat de Hesse-Darmstadt, que el va utilitzar des de 1803 com a presó estatal. El 1818 el castell d'Otzberg va ser abandonat com a lloc militar.
El 25 de juliol de 1826, el Ministeri d'Hisenda de Darmstadt va emetre un decret que s'havien de preservar la torre del castell, la casa del comandant amb les seves petites estables, la casa del metge, l'estable prop del Marketenderei, la casa del pou i la nova caserna (Bandhaus). La resta d'edificis s'han de vendre per enderrocar.
El 1921 el Bandhaus es va convertir en un alberg juvenil. El 1985, un museu de la Col·lecció d'Art Popular a Hesse (Sammlung zur Volkskunde a Hessen) es va traslladar a la Bandhaus. L'any 1996 es va reconstruir la Korporalshaus. Des d'aleshores s'ha utilitzat com a edifici del museu i ubicació per al Standesamt del municipi d'Otzberg.

## Descripció
L'aspecte de la fortalesa està dominat pels seus dobles murs concèntrics construïts al segle xvi i de forma ovalada, i el bergfried d'origen romànic. El seu caràcter encara és el d'una fortalesa de l'època posterior a la introducció de l'artilleria, falten completament les característiques típiques del castell, com torres.

## Ús militar
Els ocupants des del primer moment eren soldats; al segle XIV hi vivien sis homes; cap al 1471 hi havia 14 homes. Els soldats especialitzats de pagament van aparèixer per primera vegada al segle xvi quan el lloc es va convertir en una fortificació defensable

## Galeria

Edificis
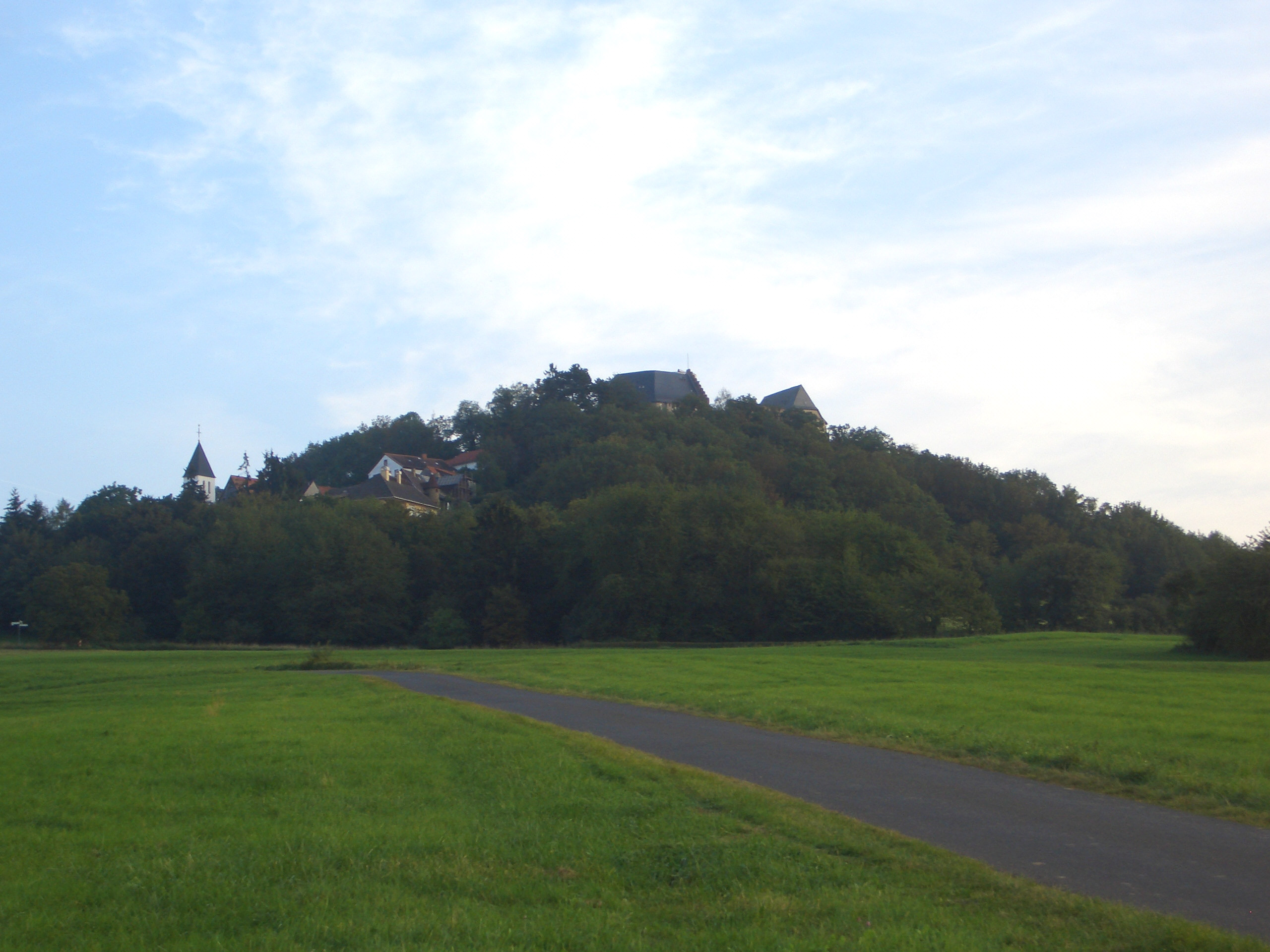
L'Otzberg - costat nord
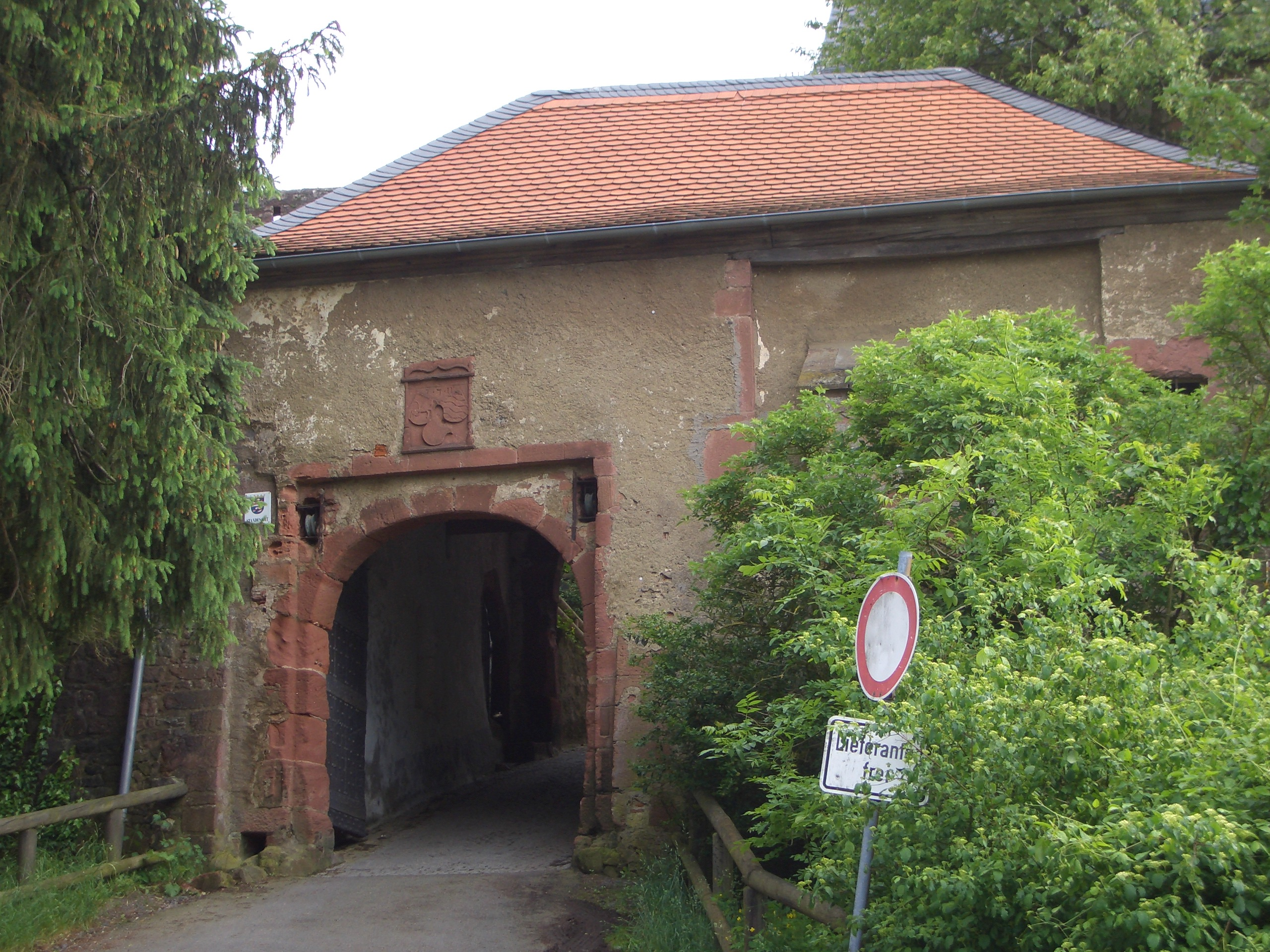
Porta d'accés al castell
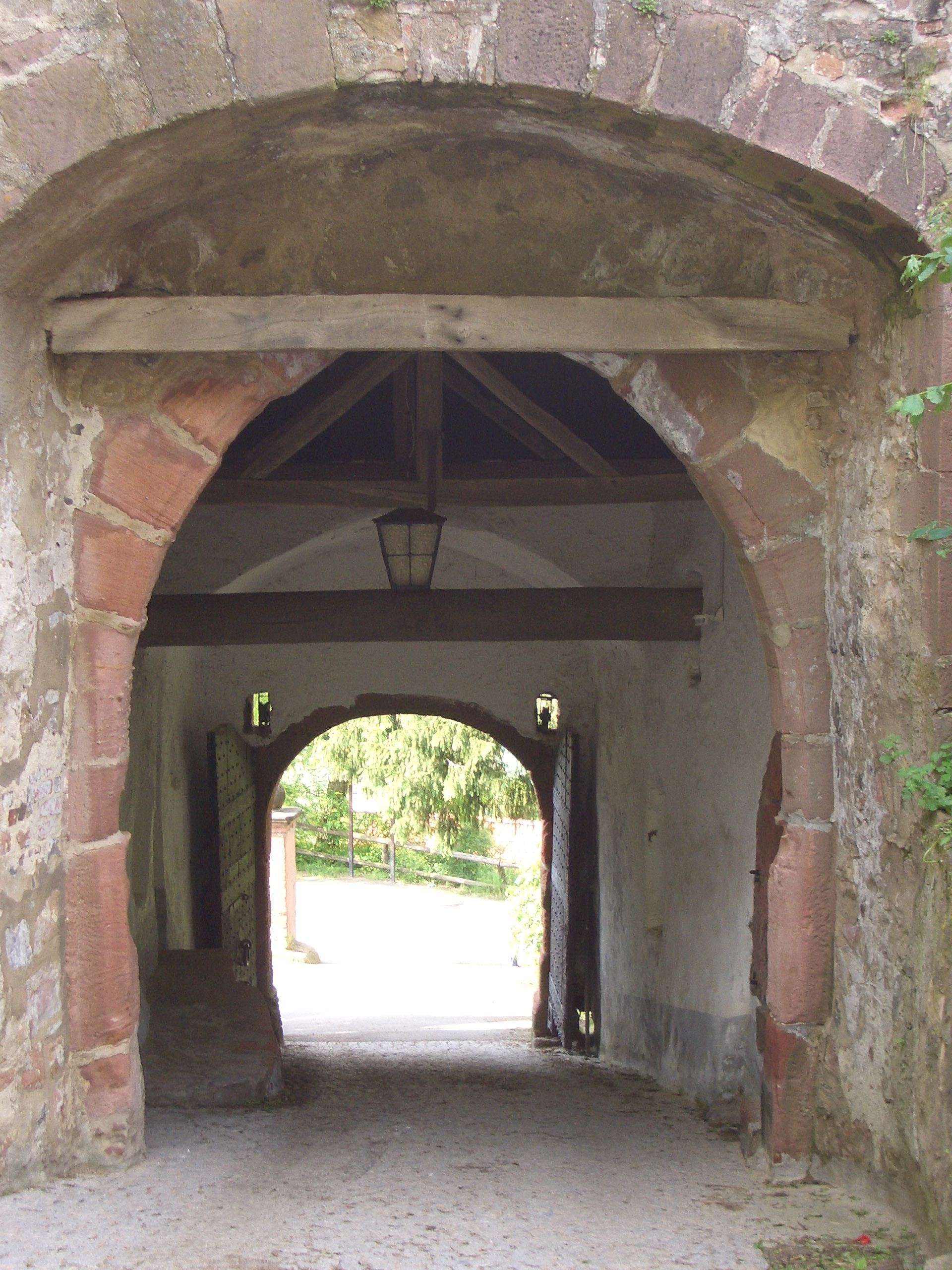
Gatehouse fins a la sortida
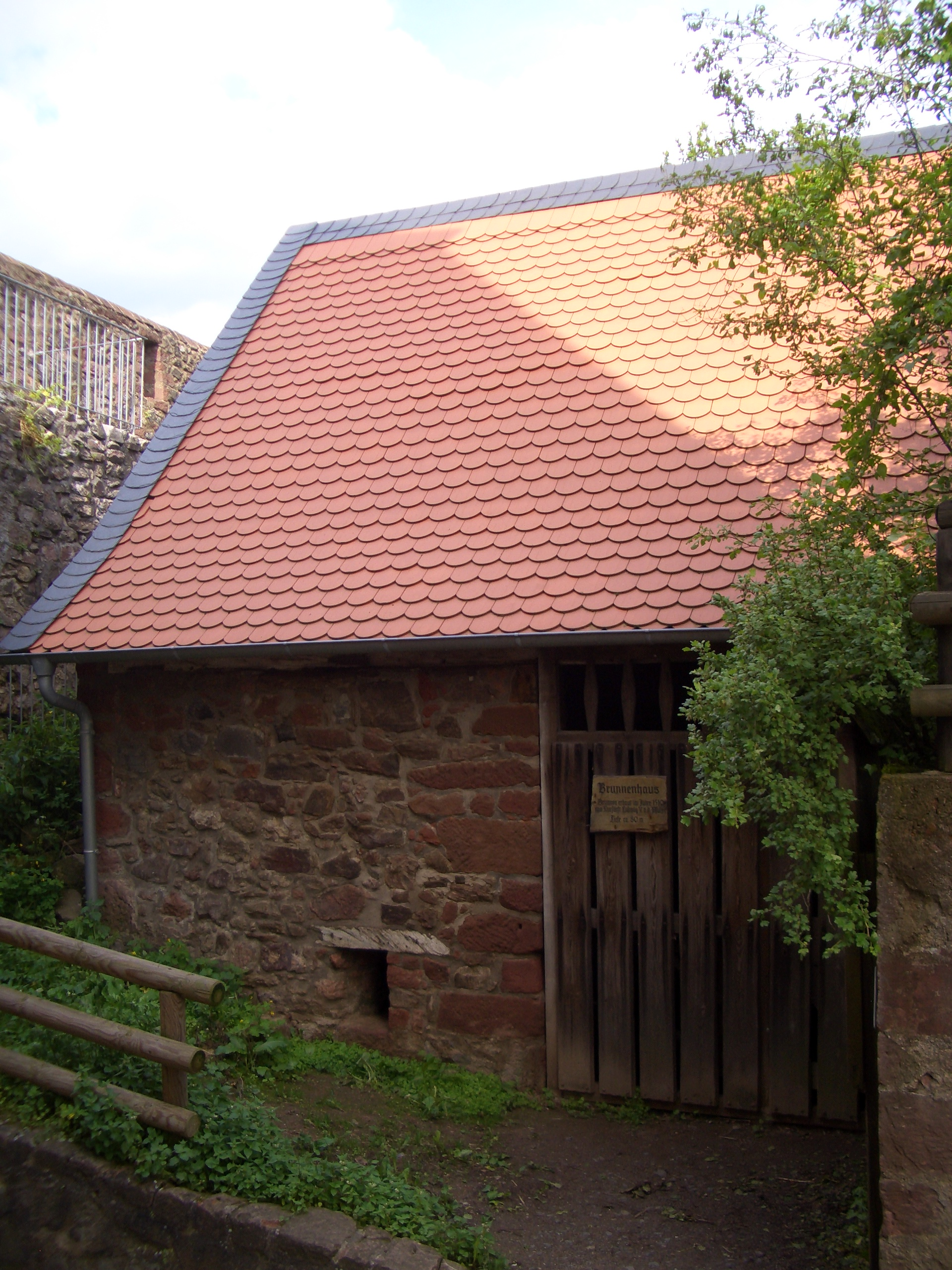
Bé casa
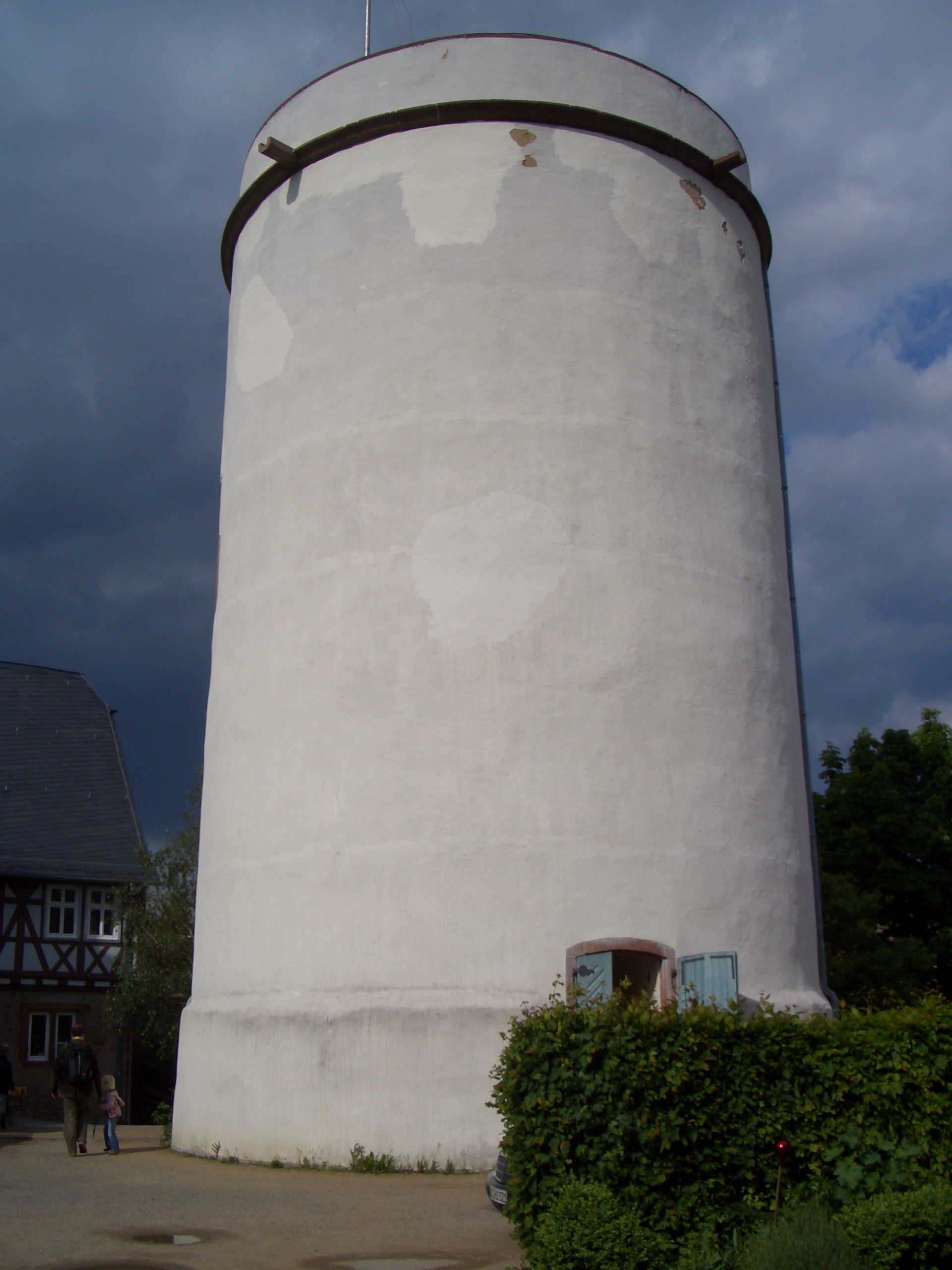
El bergfrit
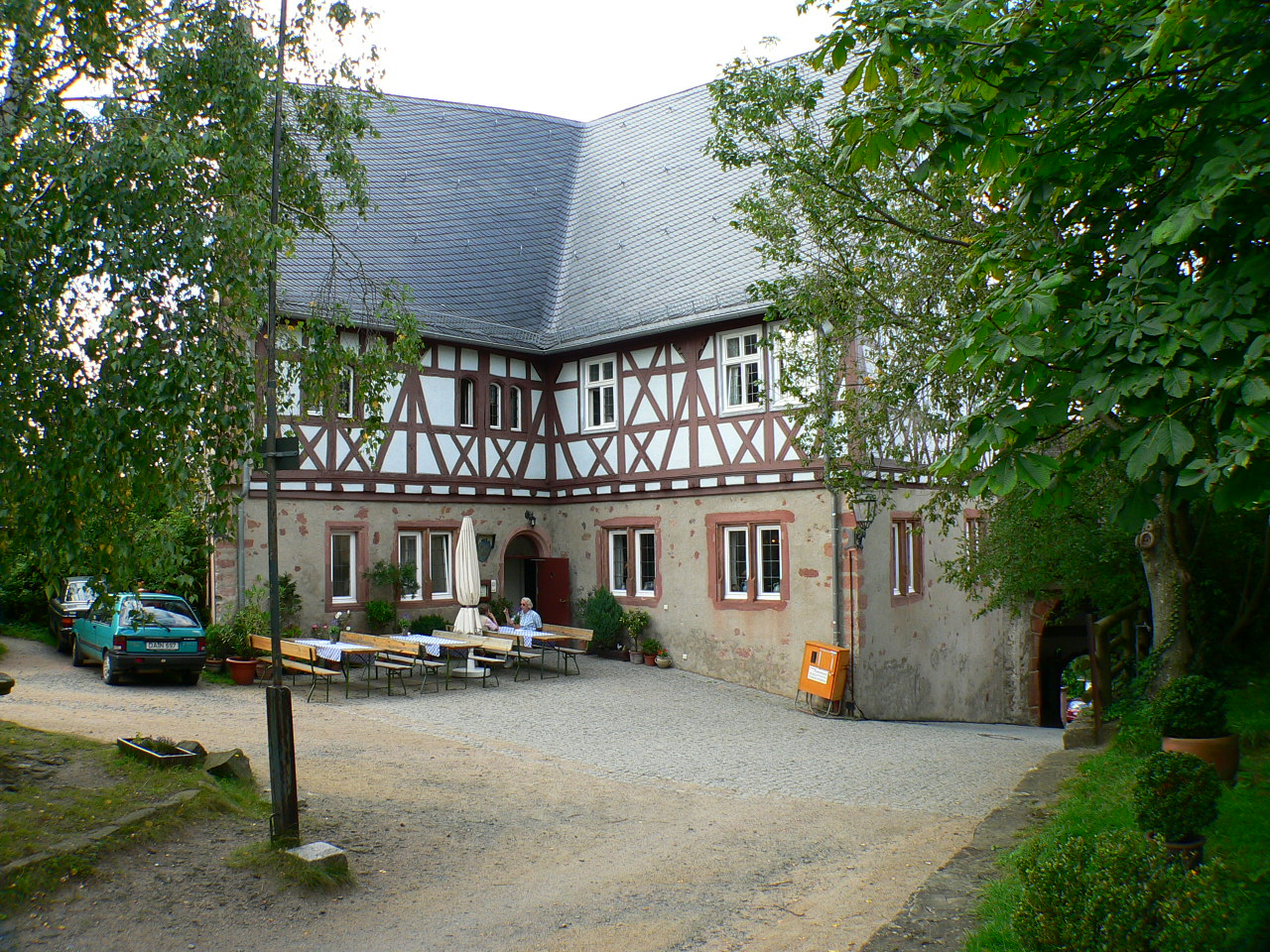
Casa del comandant
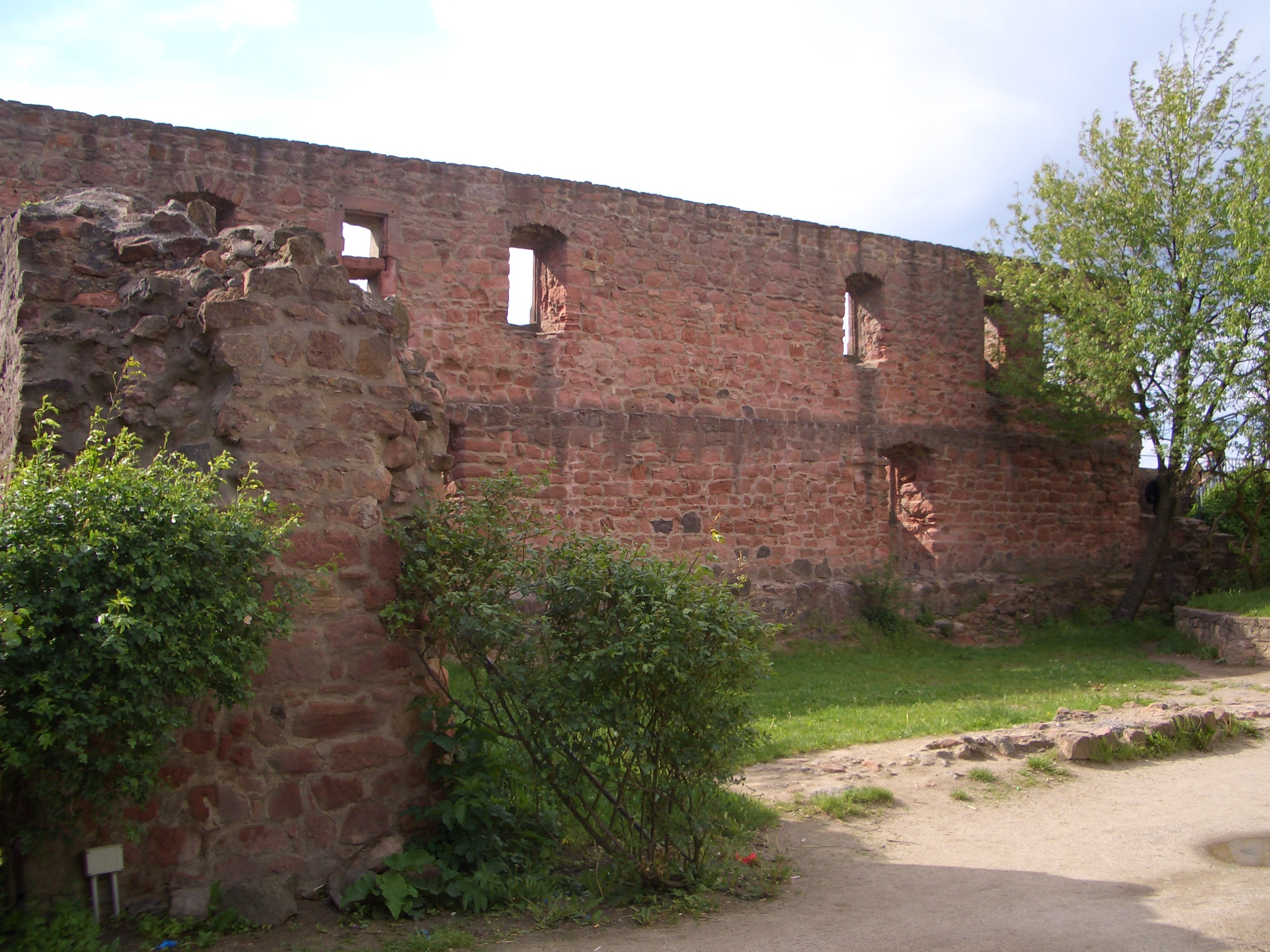
Sala de barraques/gabinet
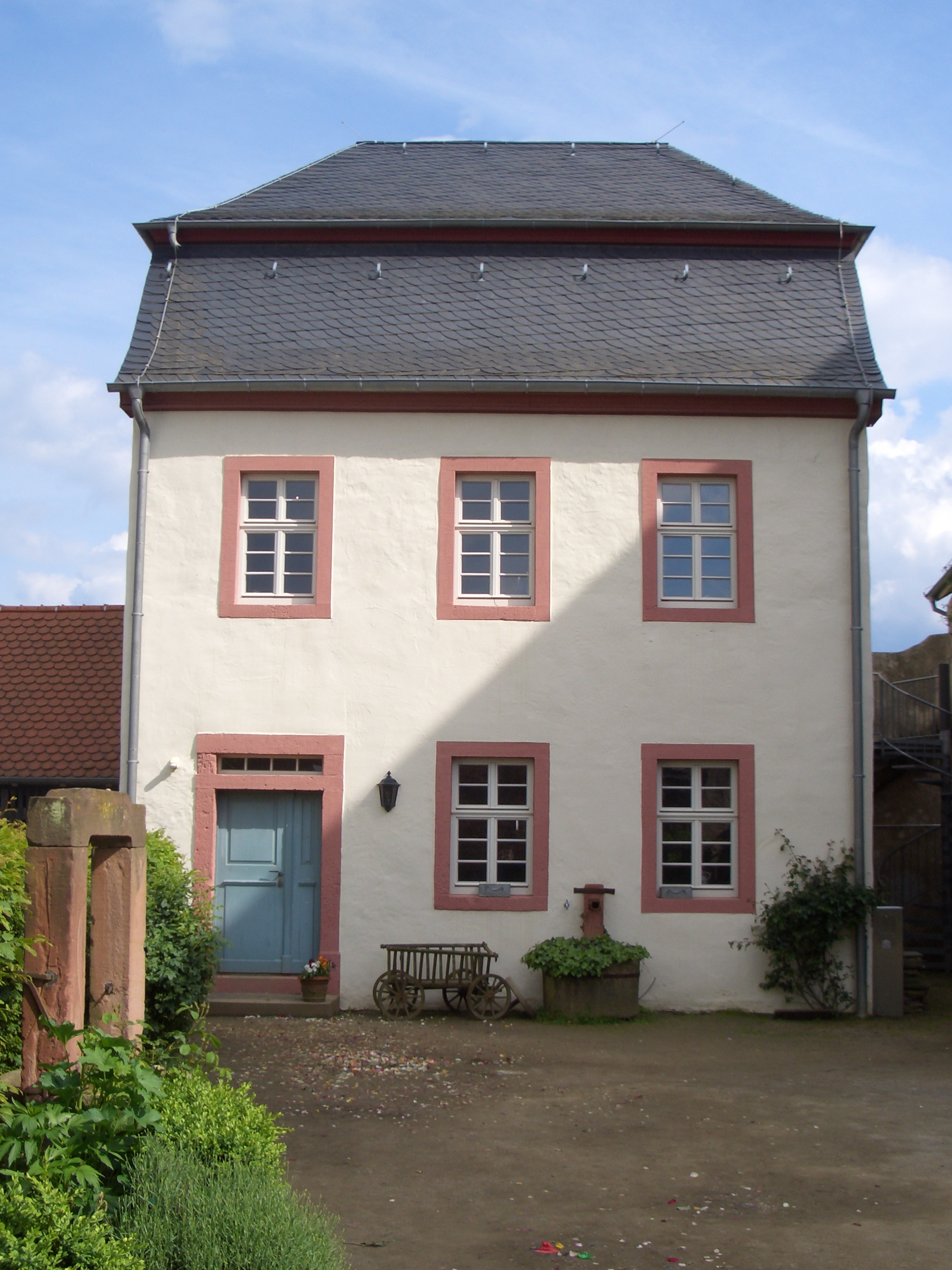
"Corporalshaus"
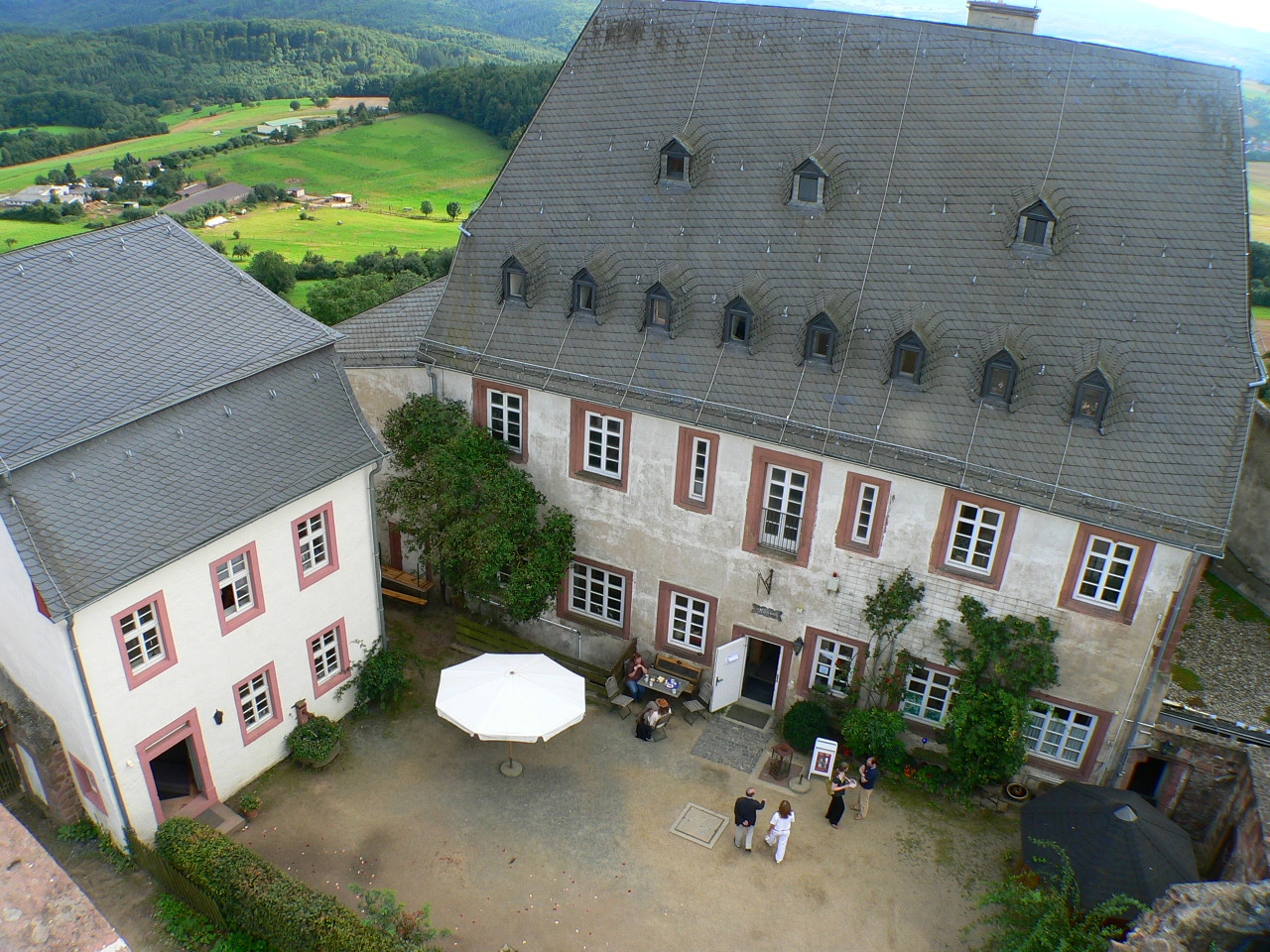
"Korporalshaus" i palas
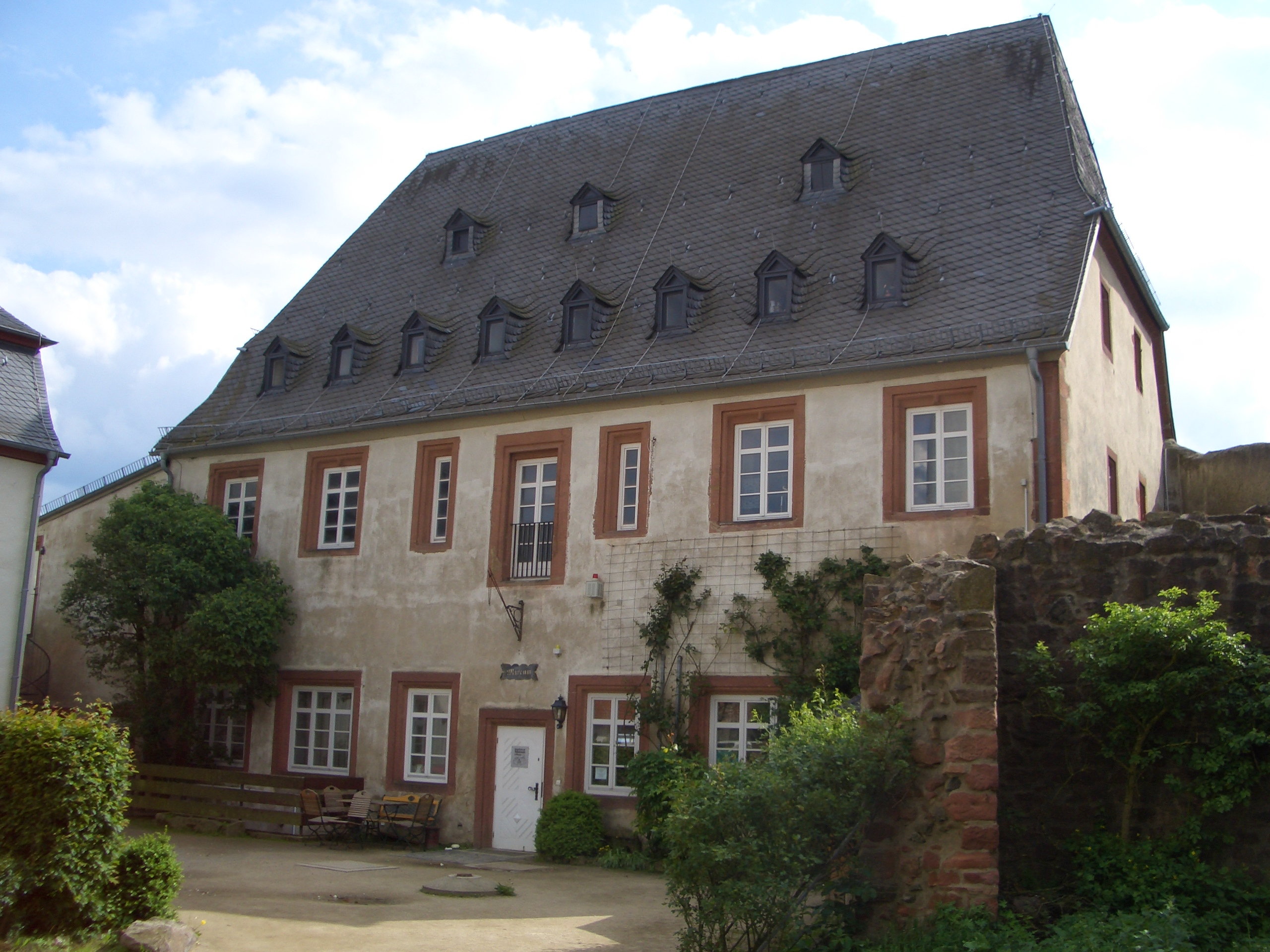
Les palas
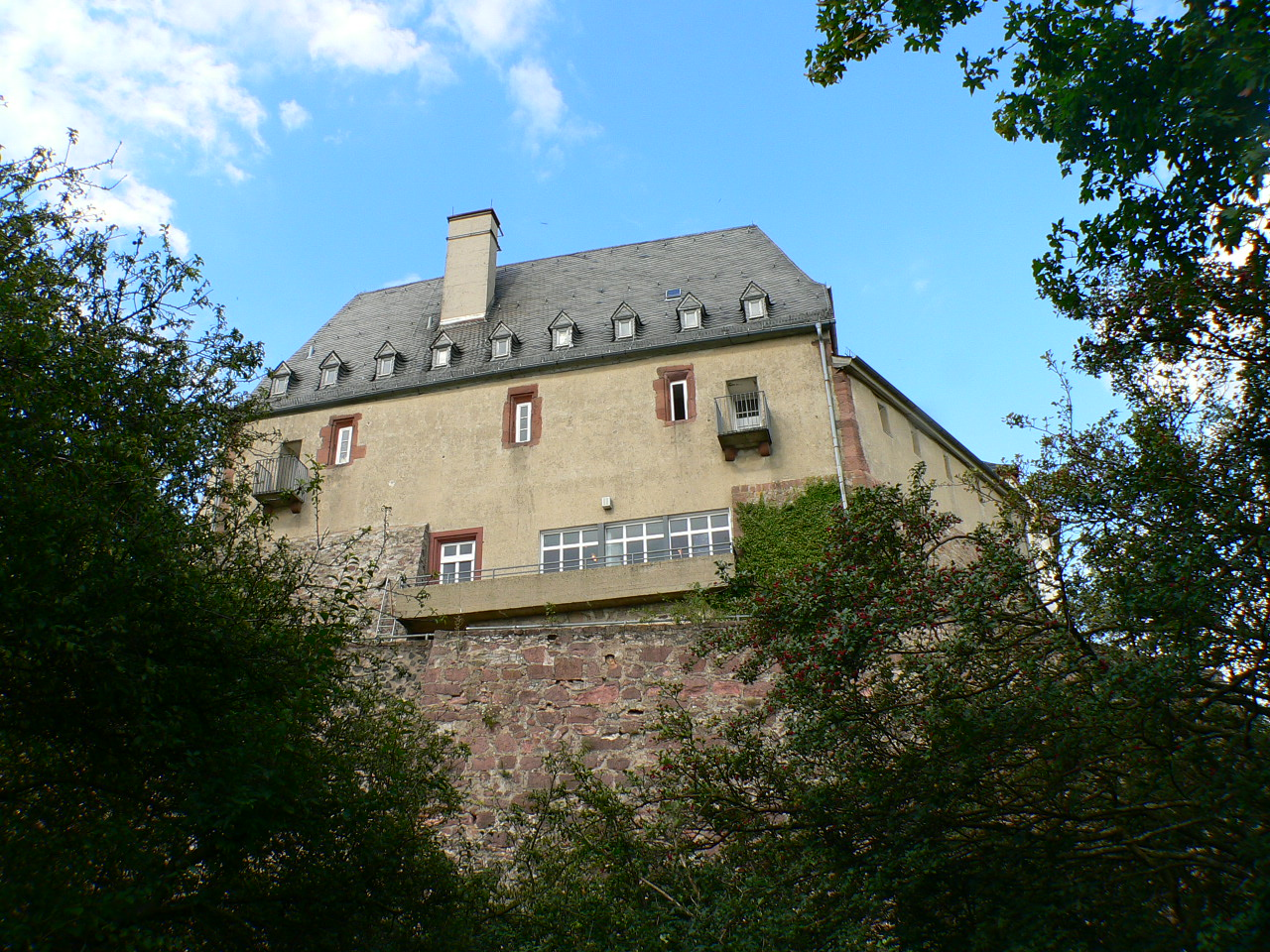
Vessant sud de les palas